# Zlatý věk komiksu

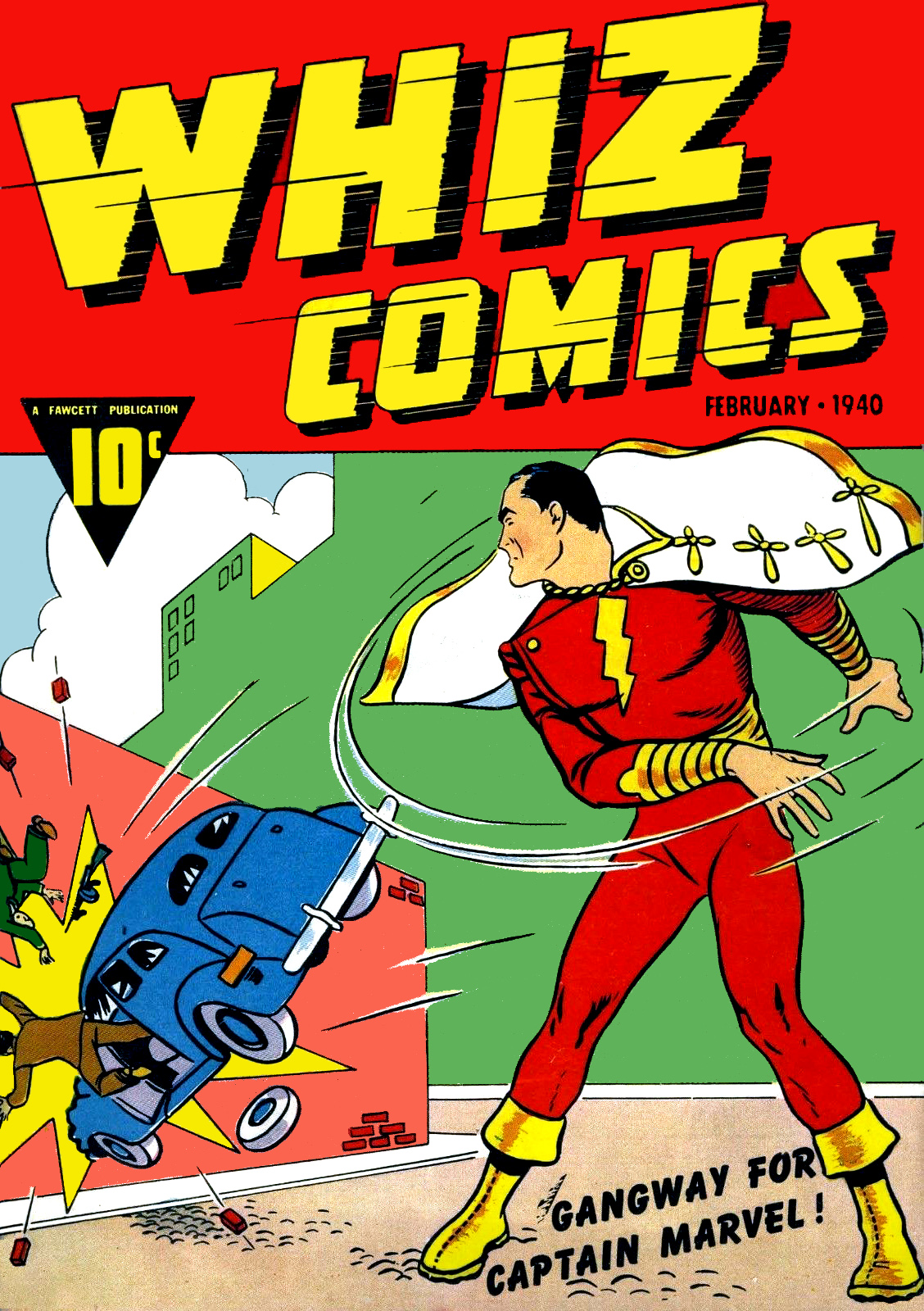
Captain Marvel byl superhrdinou vytvořeným během zlatého věku.
V tomto sešitu z roku 1940 se představil poprvé.

Zlatý věk komiksu je označení pro období historie amerického komiksu mezi lety 1930–1950, které charakterizoval rozmach vydávání komiksů jako samostatného média, přičemž se výrazně rozvinul superhrdinský komiks. V tomto období se formují první samostatná komiksová vydavatelství, jako například DC, Timely, Nedor, Fawcett aj.
Období zlatého věku komiksu končí v 50. letech 20. století a k jeho konci přispěly i tyto faktory:
- Ztráta zájmu o superhrdinský komiks po skončení druhé světové války.
- Rozšíření zájmu o romantický komiks, horor a western, což vedlo ke zrušení mnoha komiksových periodik
- Vydání knihy Seduction of the Innocent („Svádění nevinných“), v níž psychiatr Fredric Wertham varoval veřejnost před negativním vlivem komiksů, které podle něj vedly k vysoké kriminalitě, promiskuitě a homosexualitě.
- Závěr soudního sporu National Comics Publications vs. Fawcett Publications, který vedl k postupnému úpadku Fawcett Comics, který byl jedním z největších vydavatelů komiksů v USA.